# Georges Charaire
Georges-Michel Charaire, né le 26 août 1914 à Paris 14e et mort le 23 septembre 2001 dans la même ville, est un écrivain et graveur français.

## Biographie
Élevé dans l'imprimerie familiale, il apprend la gravure avec son père et se fait remarquer dès l'âge de 15 ans pour sa technique. Proche des peintres Créixams et Gen Paul, de la famille Casadesus et de Marcel Aymé, il vit les bombardements de la Seconde Guerre mondiale à leurs côtés.
En 1950, Charaire fonde le Théâtre du Tertre qui deviendra l'un des principaux théâtres d'essai de Paris. Eugène Ionesco, son ami intime, y débute. Charaire y accueille également en 1957 la première exposition du peintre Frédéric Menguy.
Charaire enseigne la gravure jusqu'à sa mort en 2001.
Il est inhumé au cimetière du Montparnasse (division 11).

## Œuvre

### Littéraire
- Poésies, Beyrouth, 1952[4]
- Les Veines ouvertes, Paris, Daragnès, 1952
- Le Livre aux pages blanches, Daragnès, 1948
- Daphné I, Daragnès, 1952
- Daphné II, Daragnès, 1952
- Signes, livre-objet, Pierre Dalle Nogare imprimeur, 1961
- Plongées, Rougerie, 1971
- L'Aventure, Seghers, 1966
- Le Vif et le Réfléchi, Nouvelle Pléïade, 2000

### Scénario de film
- Parallèles, film de Louis Daquin